# Cabeço Escalvado
O Cabeço Escalvado é uma elevação portuguesa localizada no concelho da Madalena, ilha do Pico, arquipélago dos Açores.
Este acidente geológico tem o seu ponto mais elevado a 1004 metros de altitude acima do nível do mar. Esta formação montanhosa localiza-se próxima do Cabeço Raso, e do Caveiro.